# Harvey Sacks
Pour les articles homonymes, voir Sacks.
Harvey Sacks (19 juillet 1935 - 14 novembre 1975) est un sociologue américain.
Il est le fondateur de l'analyse conversationnelle.

## Biographie
Au sein de cette discipline, il développe deux types d'analyse : les analyses séquentielles de prise de parole au cours d'une conversation et l'analyse de la catégorisation. Il est l'auteur d'une thèse soutenue à Berkeley (Californie) en 1966 sur l'organisation des tours de parole dans les conversations.
Partant, entre autres, d'un corpus de conversations téléphoniques (adressées à un centre de prévention du suicide) composé pour sa thèse de doctorat, Sacks étudie l'organisation des tours de paroles dans les conversations. Parallèlement, il développe une analyse de la catégorisation à travers les dispositifs de catégorisation de membres (Membership Categorization Device - MCD). Ces deux volants de l'analyse (tours et catégorisation) ont souvent été scindés, mais ils constituaient, pour Sacks, les deux faces d'un même phénomène.
Disparu prématurément à la suite d'un accident en 1975, il n'a pas pu éclaircir lui-même certaines ambiguïtés dans ses travaux. On dispose néanmoins de ses cours qui ont été publiés, et qui sont source de très nombreux commentaires en ethnométhodologie et en analyse conversationnelle.

## Ouvrages
- Harvey Sacks (1995) Lectures on Conversation. (1er volume, 1964-1968; 2e volume, 1968-1972) Gail Jefferson (ed.), Emanuel A. Schegloff (introduction). Blackwell.  (ISBN 1557867054)
- Harvey Sacks and Harold Garfinkel (1986) “On formal structures of practical action”, in: J.C. McKinney and E.A. Tiryakian (eds.), Theoretical Sociology, Appleton-Century-Crofts, New York, 1970, S.338-366. Reprinted in H. Garfinkel, ed., Ethnomethodological Studies of Work, S.160-193.
- Harvey Sacks & Harold Garfinkel (2007) “Les structures formelles des actions pratiques” (traduction du précédent), in Harold Garfinkel, Recherches en ethnométhodologie (traduction coordonnée par Michel Barthélémy et Louis Quéré), Paris, Presses Universitaires de France (Quadrige) : p.429-474.  (ISBN 9782130561507)